# Campanula rotundifolia

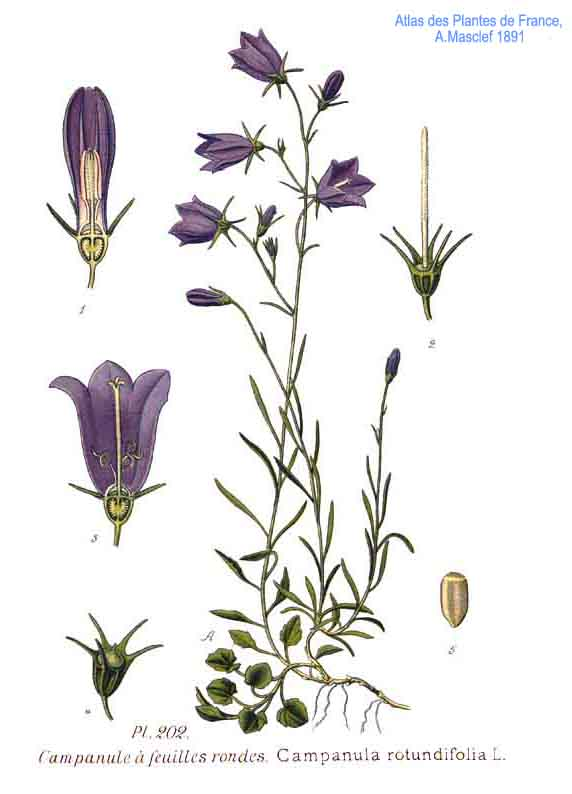
Ilustración

Campanula rotundifolia es una planta de la familia de las campanuláceas.

## Descripción
Campanula rotundifolia es una especie , delgada, glabra, perenne, 10-50 cm, con hojas basales cordiformes redondeadas dentadas y pecioladas; hojas caulinares lanceoladas a lineales, en alguna ocasión dentadas, la mayoría enteras y sentadas. Flores azules o violeta, 1,2-2 cm o más, en una inflorescencia ramosa laxa. Dientes calicinos lineales a estrechamente triangulares. Especie muy variable. Florece desde final de primavera y hasta el otoño. 

## Hábitat
Habita en prados secos y húmedos, brezales, terreno rocoso y dunas.

## Distribución
Por toda Europa salvo Albania, Portugal y Turquía. En el centro de España se la puede encontrar en melojares.

## Taxonomía
Campanula rotundifolia fue descrita por Carolus Linnaeus y publicado en  Species Plantarum 1: 163. 1753.
Citología
Número de cromosomas de Campanula rotundifolia (Fam. Campanulaceae) y táxones infraespecíficos: 2n=68
Etimología
Campanula: nombre genérico diminutivo del término latíno campana, que significa "pequeña campana", aludiendo a la forma de las flores.
rotundifolia: epíteto latino que significa "con hojas redondas".
Sinonimia
- Lista de sinónimos de Campanula rotundifolia[5][6]

## Nombres comunes
- Castellano: campanillas, campanillas de cantil, campanillas de hojas redondeadas.[7]